# Eden i Bollhuset

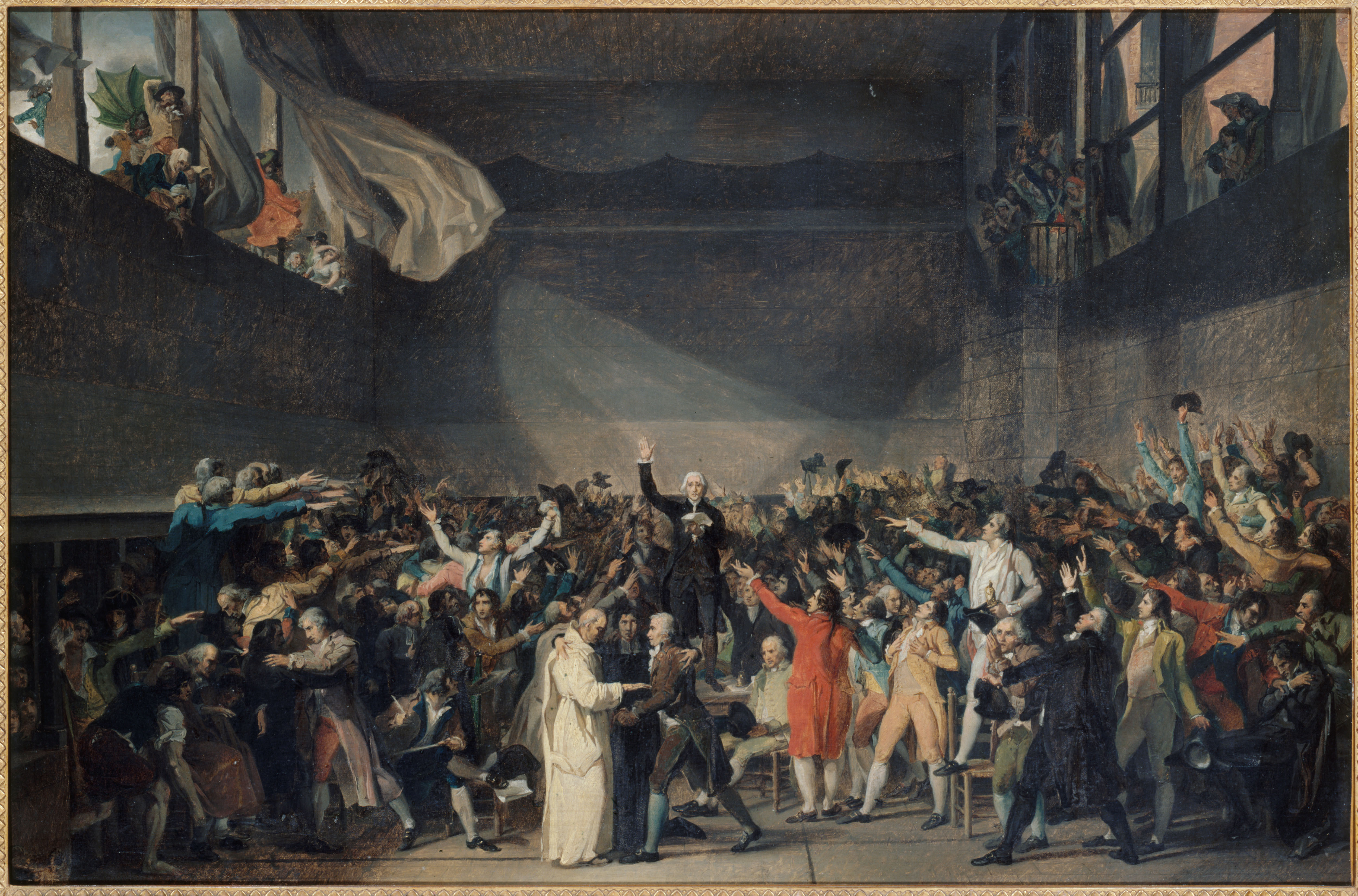
Serment du jeu de paume, målning av Jacques-Louis David.

Eden i Bollhuset avser den högtidliga ed ledamöterna i den franska nationalförsamlingen svor den 20 juni 1789 och föregick den franska revolutionen. Den innebar att man lovade varandra att inte åtskiljas förrän de hade givit Frankrike en konstitution.
Eden svors under ledning av Jean Sylvain Bailly på ett sammanträde i en provisorisk lokal, ett bollhus avsett för bollspelet jeu de paume i Versailles, dit nationalförsamlingen hade tagit sin tillflykt efter att deras ordinarie sammanträdessal i Versailles hade stängts av kung Ludvig XVI.
Genom eden i Bollhuset skaffade sig nationalförsamlingen den motståndskraft som behövdes för att stå emot försöken från hovpartiet att upplösa församlingen. Händelsen har förevigats av bland andra Jacques-Louis David. 